# Бороднева, Ольга Евгеньевна
Ольга Евгеньевна Бороднева (девичья фамилия Курахтина) (род. 14 мая 1986, Казань) — российская телеведущая, тележурналист. Наибольшую известность среди зрителей получила как ведущая информационной программы «Сегодня». В настоящее время является руководителем пресс-службы Московского театра «Современник».

## Биография
Родилась и выросла в Казани. Окончила школу с золотой медалью. Окончила Казанский университет с красным дипломом. Работала на местных телеканалах (ТНВ, KZN), радио («Новый век», «Милицейская волна»), пресс-службах и PR-агентствах.
В Москву переехала летом 2008 года. С октября 2009 по ноябрь 2015 года работала на телеканале НТВ, где вела информационную программу «Сегодня». До 2014 года вела орбитные вечерние выпуски в паре с Артёмом Парнаком. С января 2015 года работала в утренних и дневных выпусках.
С ноября 2015 по ноябрь 2019 года работала ведущей новостей и корреспондентом на телеканале «Звезда».
Член Медиаклуба при Полномочном представительстве Республики Татарстан в РФ.